# Oxyethira flavicornis
Oxyethira flavicornis är en nattsländeart som först beskrevs av Francois Jules Pictet de la Rive 1834.  Oxyethira flavicornis ingår i släktet Oxyethira och familjen smånattsländor. Arten är reproducerande i Sverige. Inga underarter finns listade i Catalogue of Life.